# 福爾摩斯 (2009年電影)
是一部英、美合拍的時代劇推理動作電影，於2009年上映，劇情根據亞瑟·柯南·道爾爵士所創作的同名人物故事改編。該片為蓋·瑞奇執導，安德魯·科索、布羅德里克·詹森、萊諾·威格拉姆、蘇珊·道尼及林暐監製。麥克·羅伯特·約翰遜、安東尼·培克漢與賽門·金柏格所寫的劇本由威格拉姆和約翰遜的故事發展而來。小勞勃·道尼及裘德·洛分別飾演福爾摩斯與約翰·華生醫生。電影的背景設於1890年，偵探福爾摩斯和他的夥伴華生，受某個秘密組織雇用，粉碎了一名神秘主義者，以“超自然”的手法擴張大英帝國的陰謀。瑞秋·麥亞當斯於該片中詮釋福爾摩斯的前對手艾琳·艾德勒，而馬克·史壯則飾演反派亨利·布萊克伍德勳爵。
電影於2009年12月25日在美國發行，英國、愛爾蘭、太平洋及大西洋則於同年12月26日上映。
該片收穫多數的積極評價，稱讚其故事、動作場面、服裝設計、漢斯·季默的配樂以及道尼飾演主角的表現，且道尼還榮獲金球獎的最佳音樂及喜劇類電影男主角獎。《福爾摩斯》也在該年度的奧斯卡金像獎上奪下兩個提名，分別為最佳原創配樂與最佳藝術執導，但最終不敵《天外奇蹟》和《阿凡達》而落敗。
續集《大侦探福尔摩斯2：诡影游戏》於2011年12月16日上映。

## 劇情
1890年，英國最出色的名偵探夏洛克·福爾摩斯（小勞勃·道尼 飾演）、約翰·華生醫生（裘德·洛 飾演）與雷斯垂德探長（埃迪·馬森 飾演）正趕往某處，福爾摩斯與華生到達大英博物館的地下室後，發現布萊克伍德勛爵（馬克·史壯 飾演）正在舉行某種黑魔法儀式，並嘗試殺掉一名少女作祭品。福爾摩斯和華生成功阻止儀式，並拯救了該少女，而雷斯垂德則於此時抵達，逮捕了布萊克伍德。三個月後，布萊克伍德終於被判絞刑，在監牢，布萊克伍德利用黑魔法謠言，令警衛及監犯人心惶惶。他要求見福爾摩斯一面。
這段時間，福爾摩斯已無聊得發慌，甚至嘗試在家發明槍械消音管，而華生則打算與瑪麗結婚正在準備搬家。華生邀請福爾摩斯與他及瑪麗一同到餐廳進餐，但用餐前，福爾摩斯卻對瑪麗相當無禮，令瑪麗與華生丟下福爾摩斯離去。晚餐後，福爾摩斯到酒吧拳擊場打拳擊，卻看到了他的死對頭之一兼愛慕對象——艾琳·艾德勒（瑞秋·麥亞當斯 飾演）的身影；福爾摩斯擊倒對手後，由華生陪同去見布萊克伍德。布萊克伍德對福爾摩斯說：「還有三個人將會死亡，而你卻一點辦法也沒有。」布萊克伍德被處以絞刑的那天，華生任刑場醫師，並親自宣判布萊克伍德勋爵已死。另一方面，艾琳前來拜訪福爾摩斯，要求他尋找一個紅髮侏儒里歐丹的下落。在她走後沒多久，福爾摩斯跟蹤她到她幕後主使處，並一眼之間推斷出她的雇主為一名教授。
三天後，布萊克伍德的墳墓被挖開，還有人親眼看到布萊克伍德從墳墓裡走出來。福爾摩斯與華生到達墓地後，雷斯垂德命令手下把棺材打開，發現裡面的人並不是布萊克伍德勋爵，而是艾琳在尋找的里歐丹。福爾摩斯暗地裡將里歐丹的懷錶收起，並推斷出里歐丹生前曾將懷錶抵押給某家當舖，更從當舖裡找到了里歐丹的住處。同時，華生在當鋪買下訂婚戒指後，則起程到他未來岳父岳母處喝下午茶。
福爾摩斯正要打開里歐丹家的鎖時，華生再度出現，一腳把門踹開。他們在里歐丹家裡發現一些化學及生物實驗，也發現里歐丹是幫布萊克伍德做事的人，但在決定離開時，三名男子卻帶著火種等出現，他們奉命來縱火，銷毀這裡的證據。五人打了起來，期間華生弄丟戒指，而福爾摩斯則與他的對手——大块头阿卓厮打到一間船塢。福爾摩斯與華生因破壞他人財物而被關進看守所，但瑪麗很快就保了華生出去。福爾摩斯卻是被一名高官保走，而那名高官更神秘地命人蒙上其眼，才帶他至會晤地點。
福爾摩斯一到達即推斷出他的所在地——秘密協會四教會的總部，更發現該名官員的身份是英國首席大法官湯瑪斯爵士（詹姆斯·福克斯 飾演）。聽到福爾摩斯的推理，該協會的另外兩名會員——內政大臣卡沃德與美國大使史坦迪許（威廉·霍普 飾演）隨即現身，告訴福爾摩斯原來布萊克伍德亦曾是該會會員之一，並請求福爾摩斯阻止布萊克伍德的陰謀。談論間，福爾摩斯看出湯瑪斯爵士是布萊克伍德的親生父親，法官只好說明布萊克伍德的一生，而福爾摩斯臨離開前則勸告湯瑪斯爵士需小心一些。
過沒幾天，湯瑪斯爵士死於浴缸中，雷斯垂德又再把福爾摩斯請了去。福爾摩斯在調查時，發現了一間充滿著關於四教會物品的密室，立即將他需要的東西收了起來。另一頭，秘密協會的會員們因托马斯爵士之死，開會再選新會長，卡沃德推舉布萊克伍德作新會長，而史坦迪許大使則反對，但卻在朝布萊克伍德開槍的瞬間自燃，随后坠楼身亡。布萊克伍德順利成為會長，並宣佈他打算趁美國南北战争时，推動英國把美國奪回來，更命令拥有警权的卡沃德對福爾摩斯下通緝令。
福爾摩斯和華生為了調查一宗與布萊克伍德有關的謀殺案，到了一家屠宰場，發現了一些類似里歐丹家中的實驗，也看到布萊克伍德。他們打算追趕他時，卻見到被綁在輸送帶上的艾琳，两人幾經辛苦後將艾琳救了下來。華生去追布萊克伍德，卻中了其設計機關，啟動了早已佈置好的引爆裝置。福爾摩斯看到一連串的爆炸，本來打算上前救華生，但華生卻叫他不要靠近。福爾摩斯轉身去保護艾琳，兩人被爆炸的威力震暈，但只受了輕傷。福爾摩斯醒來後，艾琳消失了，且他更發現自己受警方通緝，只好化妝後到醫院探望華生。
其後，福爾摩斯躲了起來，更試著舉行黑魔法儀式以找出線索。期間華生和艾琳找來，而福爾摩斯亦參透怎樣將圖形和地圖連接起來，發現每一個死去的人代表著一種動物，而最後的動物就是獅子，代表著英國議會。雷斯垂德在三人正要行動時趕到，華生和艾琳成功逃脫，福爾摩斯被捕。雷斯垂德帶他到卡沃德的辦公室後，福爾摩斯從卡沃德口中探出了黑木實行陰謀的所在地——英國議會大廈之下的污水道，更利用雷斯垂德暗地裡交給他的鑰匙解開手銬。
之後，福爾摩斯跳窗躍進泰晤士河，而華生和艾琳則在外面接應。他們坐船到污水道口，在英國議會大廈之下終於找到布萊克伍德的裝置，發現該機器相當方便，布萊克伍德只要一按遙控器，就能讓機器放出氣化氰化物，令國會議員中毒氣死亡。三人正要解除裝置時，曾在里歐丹家出現的大塊頭阿卓再次現身，福爾摩斯和華生轉而對付他，留下艾琳將機器中的毒氣瓶拿走，但福爾摩斯和華生將大塊頭擊敗的同時，艾琳卻拿著毒氣瓶跑掉了。福爾摩斯跟著艾琳，跑到未完成的倫敦鐵橋上，兩人爭執之間，布萊克伍德出現，將毒氣瓶搶過來後，把艾琳推下橋。
福爾摩斯和布萊克伍德打鬥，期間看到艾琳只是跌到橋的另一層，雖然暈倒，但並不似有大礙。福爾摩斯利用橋上繩索的聯接，使布萊克伍德差點跌下橋，令他在橋中半上不落後，詳細指出布萊克伍德的詭計怎樣跟黑魔法一點關係也沒有，只是科學的運用和利用賄賂的方式。但福爾摩斯正要將布萊克伍德拉上來時，一個重物從上面掉了下來，布萊克伍德受困在鐵鏈中而在半空中被吊死。福爾摩斯回到艾琳那一層後，銬住她時將其弄醒了，而艾琳則告訴福爾摩斯她的雇主是一個名叫詹姆斯·莫里亞蒂的教授，並提醒福爾摩斯要小心他。
福爾摩斯將艾琳從印度偷來的鑽石項鍊拿走，危險過後，華生和瑪麗到貝克街拜訪福爾摩斯，一開門已見福爾摩斯吊在半空，原來他正在試驗布萊克伍德怎樣受絞刑而不死。華生放福爾摩斯下來後，感謝福爾摩斯送了一顆鑽戒給他們（戒指上的鑽石正是取自艾琳的項鍊）。福爾摩斯開始說明布萊克伍德的各種把戲。之後，一名警官到來，說有名警官在污水道死亡，福爾摩斯指出為莫里亞蒂所做，並提出裝置上的某樣“代表着未来”的无线设备也被他拿走，福尔摩斯最後下令重启案件。

## 演員

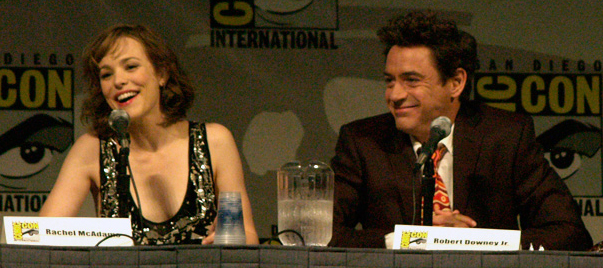
麥亞當斯和道尼於2009年聖地牙哥國際漫畫展上推廣電影。

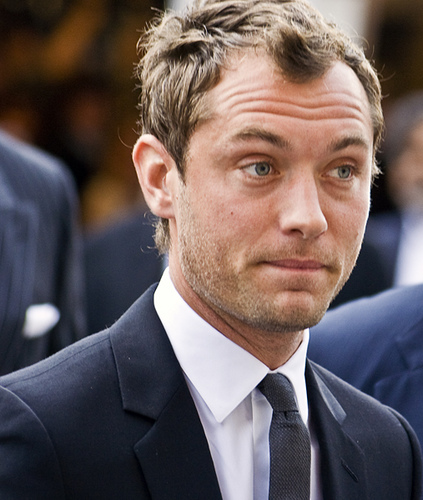
演員裘德·洛出席於2007年多倫多國際電影節。

- 小勞勃·道尼飾演夏洛克·福爾摩斯，一名波希米亞的科學家及偵探。道尼與他的妻子製片人蘇珊·道尼參觀喬·西佛的辦公室時，了解了該項目[4]。瑞奇起初認為道尼太老了，由於他想在電影的學習曲線上展現出一個年輕的福爾摩斯，如同《蝙蝠俠：開戰時刻》。當時最初人選為克里斯汀貝爾，但貝爾因為工作檔期無法配合，因此確定由道尼演出。道尼打算更加關注福爾摩斯愛國的一面和他的波西米亞主義，並認為自己詮釋卓別林的經驗為他準備好了英語口音[5]。瑞奇覺得他的口音是「無暇」的。道尼為了電影而失去部分的體重，因在與克里斯·馬汀聊天時，馬汀建議福爾摩斯看起來應該「憔悴」和「乾瘦」[6][7]。

- 裘德·洛飾演約翰·華生，福爾摩斯的夥伴及密切的朋友，也是外科醫生和第二次英國-阿富汗戰爭的退役軍人。

- 馬克·史壯飾演亨利·布萊克伍德勳爵，一名貴族，同時也是連環殺手。

- 瑞秋·麥亞當斯飾演艾琳·艾德勒，來自新澤西州的美國致命女郎，兩度智取了福爾摩斯，該事件於道爾所撰的故事《波希米亞醜聞》中有記載。

- 凱莉·雷利飾演瑪麗·摩斯坦，華生希望與其結婚的女家庭教師，導致他與福爾摩斯間的衝突。

- 埃迪·馬森飾演雷斯垂德探長，蘇格蘭場的調查員。

- 漢斯·麥瑟遜飾演柯華勳爵，內政大臣，布萊克伍德勳爵的左右手，協助他犯下所有的謀殺案。

- 潔拉汀·詹姆斯（英语：Geraldine James）飾演哈德遜夫人，福爾摩斯的房東。

- 詹姆斯·福克斯飾演湯瑪斯·羅瑟倫爵士，布萊克伍德勳爵的父親，首席大法官及四教會的領導者。

- 羅伯特·梅雷（英语：Robert Maillet）飾演朱格，一名7英尺（2.14米）高，操著法語且為布萊克伍德勳爵做事的人。

- 威廉·霍普（英语：William Hope (actor)）飾演約翰·史坦迪許，美國大使。

- 克萊夫·羅素（英语：Clive Russell）飾演譚納船長

導演蓋·瑞奇拒絕透露飾演莫里亞蒂教授的演員。

## 製作

### 拍攝

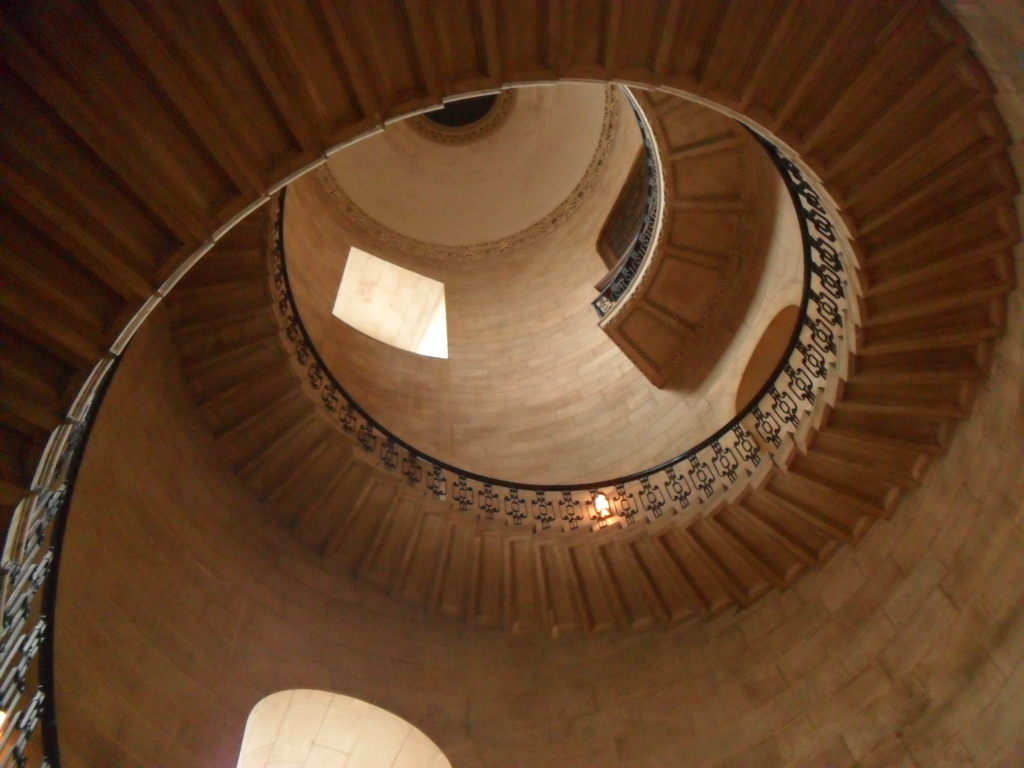
聖保羅座堂的幾何樓梯被用於拍攝電影的開場片段。

攝影始於2008年10月。劇組在共濟會大廳及聖保羅座堂拍攝。

### 音樂
電影的配樂由漢斯·季默創作。原聲帶於2010年1月12日發布。

## 發行
全球首映禮於2009年12月14日在倫敦舉行，隨後在12月25日於全球上映（英國和愛爾蘭則在26日開始發行），而其原定檔期為11月。

### 家庭媒體
在美國，《福爾摩斯》的DVD和藍光/DVD/數位版本於2010年3月30日發布。截至2011年3月18日，DVD的銷售總額為44,908,336美元。

## 迴響

### 評價
該片獲得多數影評人的好評。爛蕃茄上收集的230篇專業影評文章中，有162篇給予該片「新鮮」的正面評價，「新鮮度」為70%，平均得分6.2分（滿分10分），而基於另一影評匯總網站Metacritic上的34篇評論文章，其中17篇予以好評，4篇差評，13篇褒貶不一，平均分為57（滿分100）。《芝加哥太陽報》的羅傑·伊伯特打出了三顆星（滿分四顆），並稱讚電影中的強大角色、視覺享受和動作情節。

### 票房
在美國，電影於首週末從3,626家劇院中進帳6,240萬美元的票房，平均每家劇院收穫18,031美元。其成績在該週位居第二，僅次《阿凡達》（7,560萬美元）。《福爾摩斯》於全球的票房為524,028,679美元，其中美國部分共收入209,028,679美元，使之成為導演蓋·瑞奇在該國最成功的作品

### 榮譽
2010年1月17日，好萊塢外國記者協會宣布第67屆金球獎的得獎者，小勞勃·道尼以飾演福爾摩斯的表現榮獲金球獎最佳音樂及喜劇類電影男主角。廣播影評人協會將漢斯·季默提名至最佳配樂，但不敵《天外奇蹟》的麥可·吉亞奇諾。電影於第82屆奧斯卡金像獎入圍原創音樂和最佳藝術指導獎。

## 續集
續集《大侦探福尔摩斯2：诡影游戏》於2011年12月16日在美國上映，唐尼和洛皆會回歸飾演他們的角色。

## 外部縺接
- 官方网站
- 互联网电影数据库（IMDb）上《Sherlock Holmes》的资料（英文）
- AllMovie上《Sherlock Holmes》的资料（英文）
- 爛番茄上《Sherlock Holmes》的資料（英文）
- Metacritic上《Sherlock Holmes》的資料（英文）
- Box Office Mojo上《Sherlock Holmes》的資料（英文）